# Аль-Казыми, Мустафа
Мустафа Абдель Латиф Мушетт (араб. مصطفى عبد اللطيف مشتت‎) известный как Мустафа аль-Казыми (مصطفى الكاظمي‎, род. 5 июля 1967, Багдад, Ирак) — иракский политический и государственный деятель, журналист и писатель. Премьер-министр Ирака с 7 мая 2020 года по 28 октября 2022 года, исполнял обязанности с 9 апреля. Министр иностранных дел Ирака с 12 мая по 6 июня 2020 года. Возглавлял Иракскую национальную разведывательную службу с 2016 по 2020 год.

## Биография
Мустафа Абдель Латиф родился в Багдаде в 1967 году. Семья в 1963 году переехала из Эш-Шатра в мухафазе Ди-Кар в район Багдада Кадимия. Отец Хаджи Абдель Латиф Мушетт аль-Гарибави работал техническим руководителем в аэропорту Багдад.
Был противником режима Саддама Хусейна. В 1985 году эмигрировал через Иракский Курдистан в Германию, а затем в Великобританию, жил в эмиграции.
В течение нескольких лет работал колумнистом и редактором американской газеты «Аль-Монитор».
В 2003—2010 гг. был исполнительным директором Iraq Memory Foundation (IMF) в Лондоне.
В 2012 году окончил юридический факультет частного Университета Ат-Турат в Багдаде. Получил степень бакалавра в области права.
7 июня 2016 года назначен премьером Хайдером Аль-Абади начальником Иракской национальной разведывательный службы.
В марте 2020 года представитель шиитской группировки Катаиб Хезболла обвинил Мустафу аль-Казыми в причастности к гибели руководителя Сил «Кудс» Касема Сулеймани и Абу Махди Аль-Мухандиса в результате авиаудара США по международному аэропорту Багдада 3 января 2020 года.
В конце ноября 2019 года премьер Адиль Абдул-Махди подал в отставку. Отставка была принята Советом представителей Ирака (парламентом) 1 декабря. 1 февраля 2020 года президент Ирака Бархам Салех назначил Мухаммеда Тауфика Алауи премьер-министром страны и поручил ему сформировать правительство. 1 марта Мухаммед Тауфик Алауи отказался формировать правительство и отозвал свою кандидатуру. 17 марта президент Ирака назначил Аднана аз-Зурфи премьер-министром страны и поручил ему сформировать правительство. 9 апреля, после того как Аднан аз-Зурфи сложил полномочия, президент Ирака назначил Мустафу аль-Казыми премьер-министром страны и поручил ему сформировать правительство.
7 мая Совет представителей Ирака выразил доверие правительству аль-Казыми и одобрил его программу. В тот же день аль-Казыми принёс присягу в качестве премьера. 12 мая сменил Мухаммеда Али аль-Хакима на должности министра иностранных дел.
В ночь с 6 на 7 ноября 2021 года на Мустафу Аль-Казыми в Багдаде было совершено покушение с помощью дрона, начинённого взрывчаткой. Сам премьер-министр не пострадал, но были ранены трое его охранников.

## Личная жизнь
Женат на дочери доктора Махди аль-Аллака из партии «Дава». Имеет двоих детей.